# Les Liens du cœur (téléfilm, 1996)
Pour les articles homonymes, voir Les Liens du cœur.

Les Liens du cœur est un téléfilm français réalisé par Josée Dayan et diffusé le 23 décembre 1996 sur France 2.

## Synopsis
Après neuf ans de vie commune, une femme perd son époux. Les parents du défunt cherchent à obtenir la garde de son fils, né d'un premier mariage.

## Fiche technique
- Réalisation : Josée Dayan
- Scénario : Eric Watton et Christian Watton, d'après le roman de George Eliot
- Adaptation : Bernard Revon et Juliette Weiler
- Musique : Bruno Coulais
- Durée : 108 minutes

## Distribution
- Tchéky Karyo : Silas Marner
- Florence Darel : Camille
- Christopher Thompson : Godfroy
- Catherine Wilkening : Mélanie
- Julie Depardieu : Sarah
- Léopoldine Serre : Eppie
- Bernard Verley : Gaspard
- Jean-Yves Gautier : Martin
- Thierry Hancisse : Henri
- Simon de La Brosse : William
- Marianne Epin : Mme Chapuis
- Philippe du Janerand : Le colporteur
- Stéphan Guérin-Tillié : Arnaud